# Alguber
Alguber é uma povoação portuguesa sede da Freguesia de Alguber do Município do Cadaval, freguesia com 19,26 km² de área e 833 habitantes (censo de 2021), tendo, por isso, uma densidade populacional de 43,3 hab./km².
A freguesia estende-se a sul da serra de Nossa Senhora de Todo o Mundo, sendo constituída por diversas localidades: Alguber, Corujeira, Gouxaria, Adro, Casais da Serra e Casal da Torre, Venda do Freixo e Venda do Marco.

## História
Existem registos referentes a Alguber que indicam que esta região já era povoada antes do século XII.
No entanto, o seu nome remete-nos para uma origem árabe, o que demonstra que a povoação existe já desde o tempo das civilizações mais antigas. Outra evidência disso é a ponte romana sobre o rio arnoia (rio que nasce nesta mesma freguesia), que está inclusive no brasão de armas da junta de freguesia.
No início, Alguber pertencia ao concelho de Óbidos. No entanto, Alguber passou para o concelho de Cadaval no dia da fundação deste concelho, em 1 de dezembro de 1371. Fazia, então,  parte da freguesia de Nossa Senhora da Conceição de Figueiros.
O lugar de Alguber foi desanexado da freguesia de Figueiros em 1549, por iniciativa de Gião Fialho, capitão-mor de Ceuta e comendador da Ordem de Cristo, que ergueu a anteriormente existente Ermida do Tojal, junto ao lugar da Corujeira.
A 26 de Setembro de 1895, com a extinção do concelho do Cadaval, a freguesia de Alguber foi incluída no concelho de Rio Maior durante um curto espaço de tempo, voltando ao concelho de Cadaval assim que este foi restaurado, a 13 de Janeiro de 1898.

## Lenda do sino de ouro
Conta-se que, em meados do Séc. XVI, a Infanta D. Maria, filha do Rei D. João III, e esposa de Filipe II de Espanha, I de Portugal, passou algum tempo na aldeia de Alguber a fim de se curar de uma doença.
Uma noite enquanto esta dormia, apareceu uma senhora luminosa que lhe fez a promessa de que ela se iria curar, e isso aconteceu, a Infanta ficou curada.
A obreira da cura milagrosa da Infanta terá sido a Nossa Senhora de Todo o Mundo, de quem a nobre Princesa era grande devota e cuja ermida se erguia, naquele tempo, no cume da Serra de Todo o Mundo, o local onde hoje se podem ver uns tímidos caboucos e alguns cacos de telhas.
Diz-se que o rei, por ter ficado tão contente com a cura da sua filha, decidiu oferecer à ermida de Nossa Senhora de Todo o Mundo um sino de ouro. O sino terá permanecido lá por muito tempo até que nas invasões francesas se perdeu, diz-se que os aldeões o terão escondido mas a sua localização terá sido esquecida.
É versão corrente entre as gentes da freguesia de Alguber, é que foi em virtude deste maravilhoso acontecimento, que D. João III resolveu conceder a Alguber a sua autonomia administrativa, desprendendo-a, no ano de 1549, da freguesia de Figueiros à qual pertencera até então. 

## Demografia
A população registada nos censos foi:
| Distribuição da População por Grupos Etários | Distribuição da População por Grupos Etários | Distribuição da População por Grupos Etários | Distribuição da População por Grupos Etários | Distribuição da População por Grupos Etários |
| -------------------------------------------- | -------------------------------------------- | -------------------------------------------- | -------------------------------------------- | -------------------------------------------- |
| Ano                                          | 0-14 Anos                                    | 15-24 Anos                                   | 25-64 Anos                                   | > 65 Anos                                    |
| 2001                                         | 153                                          | 126                                          | 485                                          | 247                                          |
| 2011                                         | 133                                          | 78                                           | 463                                          | 283                                          |
| 2021                                         | 84                                           | 81                                           | 386                                          | 282                                          |

## Orago
Nossa Senhora da Soledade é a principal padroeira da aldeia, sendo realizados todos os anos em setembro os grandes festejos em sua honra.